# Echiurus sitchaensis
Echiurus sitchaensis är en djurart som tillhör fylumet skedmaskar, och som först beskrevs av Brandt 1835.  Echiurus sitchaensis ingår i släktet Echiurus och familjen Echiuridae.
Artens utbredningsområde är Alaska. Inga underarter finns listade i Catalogue of Life.